# Magreb–Európa-gázvezeték
A Magreb–Európa-gázvezeték (MEG, vagy Pedro Duran Farrel-csővezeték) 1450 kilométer hosszú gázvezeték, amely az algériai Hassi R'mel gázmezőt köti össze Marokkón keresztül a spanyolországi, andalúziai Córdobával, ahol a spanyol és a portugál hálózatokhoz kapcsolódik. Főleg Spanyolországot és Portugáliát látja el, de Marokkó is kap a gázból. A csővezeték 2000-ben kapta a  Pedro Duran Farrel nevet.

## Leírása
A vezetéket 1996. november 8-án adták át, építésének költsége 2,3 milliárd dollár volt. Éves szállítóképessége 8,6 milliárd köbméter gáz, tervezik ennek 11,7 milliárd köbméterre bővítését.

### Szakaszai
Öt szakaszból áll.
- Az 530 kilométeres algériai szakaszt a gázmezőktől a marokkói határig fut, tulajdonosa és üzemeltetője az algériai energiacég, a Sonatrach.
- Az 540 kilométeres marokkói szakasz tulajdonosa és üzemeltetője a Metragaz, a Sagane (a spanyol Natural Gas (SDG) leányvállalata), a portugál Transgas és a marokkói SNPP leányvállalata.
- A Gibraltári-szorost a tenger alatt átszelő szakasz 45 kilométer hosszú, tulajdonosai a spanyol Enagás, a Transgas és a marokkói állam.
- Az andalúziai szakasz 275 kilométer.
- A portugál szakasz 500 kilométer.

Ehhez jön még egy 270 kilométeres vezetékszakasz a spanyol Extremadurában.

## Külső hivatkozások
- Select Transnational Gas/Oil Projects within Africa, by the Energy Information Administration
- Algeria Country Analysis Brief, by the International Energy Agency
- How the Major Barriers to Cross-Border Gas Trade were Overcome in the Case of the Maghreb Pipeline. presentation by Pedro Moraleda, Gas Natural SDG

## Fordítás
- Ez a szócikk részben vagy egészben  a   Maghreb-Europe Gas Pipeline című angol Wikipédia-szócikk ezen változatának fordításán alapul.  Az eredeti cikk szerkesztőit annak laptörténete sorolja fel. Ez a jelzés csupán a megfogalmazás eredetét és a szerzői jogokat jelzi, nem szolgál a cikkben szereplő információk forrásmegjelöléseként.